# فرنسيسكو بيلباو
فرنسيسكو بيلباو (بالإسبانية: Francisco Bilbao)‏ هو فيلسوف وكاتب ومؤلف وسياسي تشيلي، ولد في 19 يناير 1823 في سانتياغو في تشيلي، وتوفي في 9 فبراير 1865 في بوينس آيرس في الأرجنتين. حزبياً، نشط في Liberal Party (Chile, 1849) ‏.